# Punanus tenuis
Punanus tenuis – gatunek kosarza z podrzędu Laniatores i rodziny Epedanidae. Jedyny znany przedstawiciel monotypowego rodzaju Punanus.

## Występowanie
Gatunek jest endemiczny dla wyspy Borneo.